# Бесисахар
Бесисаха́р (непальск. बेसीसहर) — населённый пункт в центральной части Непала, расположен в долине реки Марсъянди у предгорий Аннапурны и Манаслу-Гимал.
Бесисахар является административным центром района Ламджунг. По данным за 2001 год население Бесисахара и окрестностей составляло 5427 человек, проживавших в 1137 частных домах.

## Транспорт

### Сообщение с Катманду и Покхарой
Бесисахар имеет прямое автобусное сообщение со столицей Непала — Катманду (время в пути 7—9 часов), а также с крупным городом Покхарой (время в пути 4—5 часов). Альтернативный вариант поездки до Бесисахара — автобус Катманду — Покхара с пересадкой в Думре на местный автобус до Бесисахара.
Гостиницы и туристические агентства Катманду и Покхары могут организовать иностранным туристам переезд в Бесисахар на легковом автомобиле (время в пути — 5—6 часов из Катманду или около 3 часов из Покхары), но стоит такая поездка существенно дороже автобуса.

### Сообщение с Манангом
В 2012 году открыта горная автодорога Бесисахар — Мананг. По состоянию на 2014 год участок Бесисахар — Чаме доступен для автомобилей повышенной проходимости, а участок Чаме — Мананг — пока только для мотоциклов. После сильных дождей некоторые отрезки дороги могут стать непроходимыми для автотранспорта из-за пересекающих путь водных потоков и оползней.

## Туризм
Бесисахар является отправным пунктом туристского маршрута «Трек вокруг Аннапурны». Здесь находится пропускной пункт в Национальный парк Аннапурны. Некоторые туристы начинают пеший маршрут непосредственно от Бесисахара, другие предпочитают сэкономить немного времени и проехать часть пути на нанятом в Бесисахаре внедорожнике.
Также, Бесисахар является конечным пунктом туристского маршрута «Трек вокруг Манаслу».